# Afonso Nunes de Celanova
Afonso Nunes de Celanova (em castelhano: Alfonso Núñez) (morto depois de maio de 1135), rico-homem e membro da mais alta nobreza galega, foi o filho do conde  Nuno Vasques e da condessa Fronilde Sanches,[a] filha do conde Sancho Ordonhes,[b] e bisneta do rei Vermudo II de Leão.

## Matrimónio e descendência
Casou com Maria Fernandes,[c] filha do conde Fernando Dias ea condessa Enderquina Moniz. Depois de enviuvar, Maria casou com Soeiro Ordonhes.  O conde Afonso e Maria foram os pais de:
- Teresa Afonso[1] (c. 1111 - 27 de Maio de 1171), casada com Egas Moniz, o Aio,[3][4] a quem Henrique de Borgonha, conde de Portucale confiou a educação do filho, Afonso Henriques, tarefa essa que lhe deu o cognome pelo qual é conhecido. O rei D. Afonso Henriques confiou a educação de seus filhos, Urraca, Mafalda, e o infante Sancho a Teresa.[5]  Teresa foi a fundadora do Mosteiro de Santa Maria de Salzedas[4]
- Fruilhe Afonso[1], a esposa de Gonçalo Rodrigues da Palmeira.